# Marc du Pontavice
Marc du Pontavice (Parigi, 10 gennaio 1963) è un animatore, produttore cinematografico e imprenditore francese.
Era il produttore esecutivo per la Gaumont, con sede in Francia. Dopo aver lasciato l'azienda, insieme a sua moglie Alix du Pontavice, ha fondato la Xilam della quale è presidente ed amministratore delegato.

## Filmografia

### Serie animate
Marc du Pontavice ha prodotto per la Xilam varie serie d'animazione di successo: Space Goofs - Vicini, troppo vicini!, Maledetti scarafaggi, Zig & Sharko, Karate Sheep, I Dalton, Mr. Magoo, Floopaloo e Paprika.

### Film
- La profezia di Kaena (2003)
- Lucky Luke e la più grande fuga dei Dalton (2007)
- Gainsbourg (2010)
- La Guerre des boutons (2011)
- Oggy e i maledetti scarafaggi - Il film (2013)
- Loin des hommes (2014)